# Africa Charter Airline
Africa Charter Airline è una compagnia aerea charter e cargo con sede a Johannesburg, Sudafrica, e hub all'aeroporto Internazionale O.R. Tambo.

## Storia
La compagnia è stata fondata il 1º aprile 2008 dal progetto "Outsourcing for Africa"; i primi aerei sono arrivati nel corso del 2010.
I servizi offerti sono voli charter passeggeri e VIP e il noleggio di aeromobili ad altre compagnie.
Africa Charter Airline offre servizi di manutenzione ad altre compagnie aeree, in particolare per i Boeing 727, 737-200/300/400/500, Douglas DC-9, McDonnell Douglas MD-80, Beechcraft 1900 e Beechcraft King Air.

## Flotta

### Flotta attuale
Ad ottobre 2024 la flotta di Africa Charter Airline è così composta:

### Flotta storica
Africa Charter Airline operava in precedenza con i seguenti aeromobili:
- Boeing 737-200
- McDonnell Douglas MD-83